# Kolbeinn hrúga

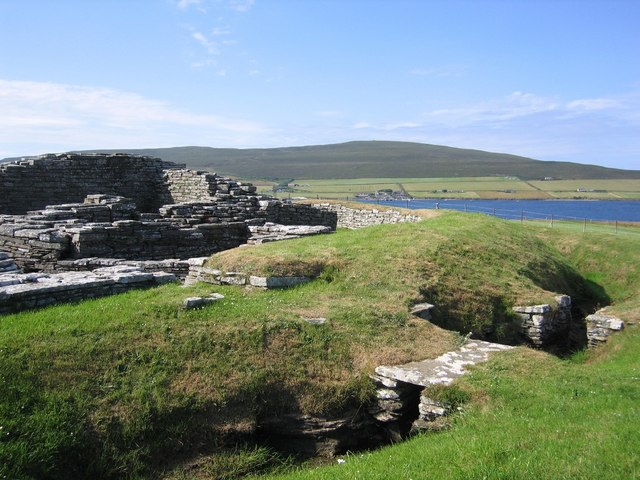
Cubby Roo's Castle

Kolbeinn hrúga war ein Wikingerhäuptling auf Orkney in Schottland. In der Orkneyinga saga Kapitel 84 wird er als „Herausragender aller Menschen“ beschrieben. Kolbeinn hrúga wurde in Sunnfjord, in Westnorwegen geboren. Er war zweifellos ein kräftiger Mann, das belegt sein Beiname „hrúga“, der im Altnordischen „Hügel“ bedeutet.
Etwa 1145 n. Chr., kurz nach seiner Ankunft auf Orkney, war Kolbeinn verantwortlich für den Bau des Castles auf der Westseite der Insel Wyre, das einer der ältesten Steinbauten seiner Art in Schottland ist. Zu dieser Zeit war Harald Maddaðarson Earl der Orkney. Kolbeins Festung, deren Reste heute als „Cubbie Roo’s Castle“ bekannt sind, gelten als die am besten erhaltenen aus dieser Zeit. Die ursprüngliche Struktur war ein Steinturm, rund acht Meter im Quadrat, mit 1,7 Meter dicken Mauern. Die Burgmauern überleben bis zu einer Höhe von etwa zwei Metern. Angesichts des Fehlen eines Eingangs in den erhaltenen Mauern scheint es wahrscheinlich, dass der Zugang in der ersten Etage lag.
Erwähnung findet es in der „Haakon-Saga“: „Kolbeinn hrúga had a fine stone fort built there, a really solid stronghold“. Aus der Orkneyinga-Saga kann man ersehen, dass Kolbeinn ein Mann von Einfluss war, denn mit seiner Hilfe gewann der damals 17-jährige Øystein II. im Jahre 1142 sein Teil-Königtum in Norwegen.